# Franz Senghofer
Franz Senghofer (* 18. Oktober 1904 in Wien; † 23. Februar 1998 ebenda) war ein österreichischer Erwachsenenbildner.

## Leben
Nach Besuch der Volks- und Bürgerschule wurde Senghofer, der gerne Arzt geworden wäre, aber aus bescheidensten Verhältnissen kam, Bankbote. Schon mit 15 Jahren wurde er gewerkschaftlicher Vertrauensmann. 1921 errang er die Funktion des Sekretärs der Bankgehilfengewerkschaft. Ab 1925 arbeitete er in der Sozialistischen Bildungszentrale, nebenberuflich war er Bildungsobmann der freigewerkschaftlichen Lehrlingssektion. Nach seiner Rückkehr aus der Kriegsgefangenschaft erhielt er durch Anton Proksch die Leitung des ÖGB-Bildungsreferats, die er bis 1972 innehatte. Anlässlich seines 90. Geburtstages 1994 rief das ÖGB-Bildungsreferat das Franz-Senghofer-Symposium ins Leben, bei dessen erster Veranstaltung der Jubilar selbst noch einen Vortrag hielt.
Als Bildungssekretär des ÖGB war Senghofer langjährig in der Leitung des Wiener Volkstheaters tätig, entfaltete eine reiche publizistische Aktivität und gründete unter anderem die Volkswirtschaftliche Arbeitsgemeinschaft im ÖGB, aus der 1960 der Arbeitskreis Dr. Benedikt Kautsky entstand. Senghofer erhielt 1956 den Förderungspreis für Volksbildung, die Vorstufe des Österreichischen Staatspreises für Erwachsenenbildung, 1958 den Preis der Stadt Wien für Volksbildung.
Wilhelm Filla (Hg.) widmete Senghofer 1984 im Wiener Europaverlag eine Festschrift: Franz Senghofer – ein Leben für die Arbeiterbildung, die neben einer Würdigung des Jubilars auch dessen Autobiografie und zahlreiche seiner Artikel enthält.
Franz Senghofer wurde am Ottakringer Friedhof bestattet.